# LynxOS
LynxOS是美国Lynx Software推出的一款应用于嵌入式系统上的类Unix实时操作系统。主要应用于航空电子、航天系统、电信领域和过程控制。现在LynxOS是一种Linux兼容操作系统。

## 特色
虽然早期源自Unix，现在的LynxOS已经基于Linux开发。LynxOS是完全符合POSIX标准的强实时操作系统。其仍采取传统的宏内核而非较新的微内核并可以支持线程。虽然作为强实时操作系统，也可以支持FIFO等传统的线程调度方式。LynxOS提供虚拟内存、文件系统等服务。出于模块化设计，这些部分和设备的驱动程序均可以很容易的从操作系统内剥离。LynxOS也支持分布式部署。LynxOS支持多种开发环境。包括C/C++和Ada。其他类UNIX系统上的应用程序也很容易移植到LynxOS上。
LynxOS具有两个不同的版本--通常版的LynxOS和LynxOS-178。后者的区别在于后者遵照DO-178B标准safety level A级别设计，并取得相应的认证。LynxOS-178也是世界上最早取得DO-178认证的实时操作系统。

## 历史
LynxOS最早的版本于1986年被开发出来，目的是设计一款适用于摩托罗拉68010的UNIX系统。第一个运行LynxOS的计算机是雅达利ST。
LynxOS在1988年开始支持80386。之后支持被扩展到PowerPC和ARM，乃至Xilinx的FPGA上。
2003年LynxOS推出符合DO-178B的航电专有版本LynxOS-178。
现在LynxOS被应用在F-35战斗机的显控设备和朱姆沃尔特级驱逐舰上。